# Divinità della guerra
Una divinità della guerra è un dio o una dea della mitologia associata alla guerra, ma pure al combattimento o agli spargimenti di sangue in senso lato; queste sono presenti comunemente nella quasi totalità delle religioni conosciute sotto la denominazione di politeismo.
Spesso pure il Dio del monoteismo è stato associato ai più cruenti atti di guerra ma, diversamente dalla maggior parte delle divinità presenti all'interno del pantheon politeista, l'"unico dio" monoteista è stato tradizionalmente ritratto nelle narrazioni che lo concernono, come comandante e guida di eserciti, al fine esplicito di diffondere la sua "vera religione". L'intima connessione esistente tra il concetto di guerra santa e la forte convinzione di un unico vero Dio è stato notato da molti studiosi, tra cui Jonathan Kirsch (in "Dio contro gli dei: La storia della guerra tra monoteismo e politeismo") e Joseph Campbell (in "Le maschere di Dio", Vol. 3: "Mitologia Occidentale").
Di seguito è riportato un elenco parziale di divinità di guerra.

## Mitologie

### Africane
- Apedemak, dio guerriero nubiano dalla testa di leone venerata soprattutto a Meroe.
- Kokou, potente dio guerriero della mitologia yoruba presente nell'odierno Benin.
- Maher o Mahrem, dio etiope della guerra nel regno di Axum ed in Himyar[3] e figlio di Attar.
- Ogun, divinità del popolo yoruba che presiede al fuoco e alla lavorazione del metallo, alla caccia, alla politica ed infine alla guerra[4].
- Oyá, dea guerriera Yoruba del fiume Niger.

#### Berbere
- Gurzil e Ifri, rispettivamente dio e dea della guerra.

### Armene
- Anahit, divinità della fertilità, presiede alla nascita, alla bellezza e all'acqua; nei primi periodi era associata anche alla guerra.

### Azteche
- Mixcoatl, dio della guerra e della caccia.
- Xipe-Totec, dio della forza e patrono della guerra, dell'agricoltura, della vegetazione, delle malattie, delle stagioni, della rinascita, della caccia e dei mestieri, oltre che della primavera; soprannominato "il signore dell'Oriente".
- Tlaloc, dio del tuono, della pioggia e del terremoto.
- Xiuhtecuhtli, dio del fuoco che presiede all'arte delle armi.
- Huitzilopochtli, dio della forza di volontà, patrono della guerra, del fuoco e del sole, chiamato "il signore del sud".

### Celtiche
- Agrona, nome ricostruito della lingua protoceltica per il fiume Aeron in Galles il quale significa letteralmente "strage"[5], ed eventualmente il nome di una dea della guerra ad esso associato[6] e all'idea di conflitto armato.
- Andarta, dea guerriera dei Celti venerata nel sud della Gallia; iscrizioni a lei rivolte sono state rinvenute fino a Berna[7]. Associata con la vittoria in battaglia e la supremazia contro i nemici.
- Alaisiagae, una coppia di divinità dei Germani venerate nella cultura dei Romano-Britanni, in parallelo alle Dee celtiche e germaniche della guerra e del combattimento. Il suo nome significa letteralmente "terrore vittorioso".
- Andraste, dea guerriera gallica menzionata da Cassio Dione.
- Anu, dea irlandese della guerra e della morte; è colei che predice la morte in battaglia, ma patrona anche del bestiame, della prosperità e della fertilità.
- Bandua, dea guerriera venerata nell'antica penisola iberica dai Galleci e dai Lusitani.
- Badb, dea irlandese della guerra che era usa assumere la forma di un corvus cornix; faceva parte della cerchia di Mórrígan.
- Belatucadros, dio della guerra adorato dai soldati; era una divinità venerata nel nord della Gran Bretagna, in particolare in Cumberland e Westmorland. Egli può essere correlato a Belenus e Cernunnos ed è stato identificato nel periodo della Britannia romana con Marte.
- Camulo, dio della guerra del popolo dei Remi stanziati all'incirca nell'attuale Belgio[8].
- Catubodua, dea gallica che si presume essere associata con la vittoria bellica.
- Cicolluis, dio gallico e irlandese associato alla guerra e identificato nella Gallia romana con Marte[9].
- Cocidio, dio dei Romano-Britanni venerato nel nord dell'Inghilterra associato con la guerra, la caccia e le foreste; equiparato alternativamente oltre che al dio Marte anche a Silvano.
- Macha, dea della mitologia irlandese associata alla guerra, ai cavalli e alla sovranità; membro del gruppo di Mórrígan.
- Mórrígan, Dea triplice della protostoria d'Irlanda associata con la sovranità, la profezia, la guerra e la morte sul campo di battaglia.
- Neit, dio della guerra irlandese, marito di Nemain o in alternativa di Badb.
- Nemain, dea irlandese del caos frenetico e della guerra; membro del gruppo di Morrígan.
- Rudianos, dio gallico della guerra.
- Segomo, dio gallico della guerra.
- Toutatis, dio britannico e gallico della guerra il cui nome significa "padre della tribù".

### Cinesi
- Ba Yikao, Imperatore della Stella polare e Signore delle conquiste militari.
- Wang Shan, primordiale generale cinese.
- Chi You, un dio della guerra che combatté contro Huang Di. Inventore delle armi di metallo e Principe del Vento.
- Guan Yu, Signore della fedeltà, giustizia e valore militare, dio della guerra e delle arti marziali mistiche.
- Yang Jian (Erlng Sen), Signore guerriero col Terzo occhio, simboleggiante la Verità in mezzo alla fronte.
- Jinzha e Muzha, gran marescialli del Centro.
- Di Qing, Signore della fortuna militare e del valore in combattimento.
- Jiutian Xuannü: dea della guerra, del sesso e della longevità che aiutò Huang Di (黃帝) a sottomettere Chi You (蚩尤).

### Egizie
- Onuris o "Anhur", dio della guerra
- Bastet, la dea con la testa di gatto associato con la guerra, la protezione del Basso Egitto ed il Faraone, il Sole, i profumi, gli unguenti e le operazioni di imbalsamazione e mummificazione.
- Horus, dio e re supremo del cielo e della guerra.
- Maahes, dio guerriero con la testa di leone.
- Menhit, dea della guerra, letteralmente "colei che massacra".
- Montu, dio della guerra con sembianze di falcone, associato al valore dimostrato in combattimento e al Sole.
- Neith, dea della guerra, della caccia e della saggezza.
- Pakhet, dea della guerra.
- Satet, deificazione delle piene del grande fiume Nilo e dea precocemente assimilata alla caccia, alla guerra e alla fertilità.
- Sekhmet, dea della guerra, della peste e del deserto.
- Seth, dio del caos, associato con la guerra in antitesi ad Horus.
- Sopdu, dio del caldo torrido del sole estivo, associato con la guerra.
- Upuaut, dio in forma di lupo, divinità della guerra e della morte che in seguito venne associato con Anubi e il concetto di aldilà.

### Etrusche
- Laran, dio della guerra.
- Menrva, dea della guerra, dell'arte, della sapienza e della salute (da cui ha origine la Minerva latina).

### Germani
- Woden, dio associato con la saggezza, la guerra, la battaglia, e la morte, e anche la magia, la poesia, la profezia, la vittoria, e la caccia. (nome norreno: Odino) e altri dei come Thunor (Thor) e Tiwaz (Tyr)

### Greche
- Alalà, spirito del grido di battaglia degli opliti.
- Androktasiai, personificazioni femminili dell'omicidio colposo elencate nella Teogonia di Esiodo.
- Apollo, patrono degli arceri.
- Ares, dio della guerra, della sete di sangue, delle armi e del saccheggio delle città, della ribellione e del banditismo, della virilità e del coraggio. Considerato dai greci una divinità maligna, al contrario del Romano Marte, che era considerato anche presiedere all'espansione della popolazione e alla raccolta di cibo (attributi derivantigli da preesistenti divinità italiche).
- Atena, dea della saggezza, della guerra giusta e della strategia, dello sforzo eroico, dell'artigianato e della ragione.
- Bia, personificazione della forza e dell'energia grezza.
- Castore e Polluce, i Dioscuri figli di Zeus, patroni di Sparta, erano invocati con una melodia suonata da flautisti (chiamata dagli spartani "la canzone di Castore", e che accompagnava gli spartani in battaglia), ed il grido di guerra: "eù, eù, eù!".
- Deimos, personificazione del terrore.
- Enialio, un epiteto per indicare Ares, a volte identificato come un dio minore separato della guerra e figlio di Enio.
- Enio, dea della guerra distruttiva e del sangue, personificazione dell'urlo furioso durante la battaglia.
- Eris, dea della discordia e della contesa che ha dato il via alla guerra di Troia.
- Eracle, semidio della forza fisica e della salute, protettore dell'atletismo.
- Homados, spirito del frastuono della battaglia.
- Hisminai, spiriti femminili del combattimento[10] e personificazioni della battaglia[11][12].
- Ker-Keres, spiriti femminili della morte violenta o crudele, tra cui quella avvenuta in battaglia; ma anche per circostanze fortuite, a seguito di omicidio o devastato da una malattia.
- Cratos o "Kratos", la personificazione della forza e della potenza fisico-militare.
- Cidoimo, spirito del frastuono della battaglia.
- Makhai, spiriti maschili del combattimento e della battaglia.
- Nike, spirito di vittoria.
- Otrera, regina delle Amazzoni e amante del dio Ares, Signora della violenza e del caos.
- Palioxis, spirito della ritirata o fuga dalla battaglia.
- Perse, uno dei titani della distruzione.
- Fobos o "Phobos", spirito del panico, paura, di volo e di percorso di battaglia.
- Polemos, spirito di guerra.
- Proioxis, spirito della ricerca dello scontro in battaglia[13]. * Zeus, dio del fulmine e del cielo; figlio di Crono e Rea.

### Giapponesi
- Bishamonten, spirito divino della guerra corazzato del buddhismo.
- Futsunushi, kami delle spade e dei fulmini.
- Hachiman, divinità shintoista della guerra e protettore divino del Giappone e del popolo giapponese.

### Hawaiane
- Kū, dio della guerra.
- Pele, dea del fuoco e dei fulmini, della danza, dei vulcani e della violenza.

### Hurrite e Hittite
- Shaushka, dea della fertilità, della guerra e della guarigione.
- Wurrukatte, dio della guerra.

### Indigene nordamericane
- Qamaits, dea guerriera dei Nuxalk canadesi.
- Winalagalis, dio della guerra del popolo Kwakwaka'wakw nativo della Columbia Britannica.

### Induiste
- Chamunda, dea della guerra e malattia, una delle forme terribili della Devī.
- Durgā, la sposa di Siva in forma agguerrita di demone della lotta che cavalca una tigre.
- Hanuman, dio associato con la guerra, la saggezza e il coraggio.
- Indra, dio della guerra, delle tempeste e delle piogge.
- Kālī, dea associata con il tempo, il cambiamento e la distruzione.
- Karttikeya o "Skanda", dio della guerra e della battaglia.
- Kathyayini, dea della vendetta e della vittoria, una delle forme della Shakti.
- Mangala, divinità guerriera e il nome per il pianeta Marte, uno dei nove principali fattori di influenza cosmica-Navagraha.
- Matrikas, sette o otto dee guerriere, dei bambini e della crescita venerate nel tantrismo.

### Maori
- Tūmatauenga ("dalla faccia arrabbiata"), dio della guerra.

### Maya
- Huracan o "Tohil", dio associato con il fuoco, il sole, la pioggia, le montagne e la guerra.

### Mesopotamiche
- Bel (mitologia) o "Belus", dio della guerra tra i babilonesi.
- Inanna, dea dell'amore sessuale, della fertilità, ma anche della guerra tra i sumeri.
- Ištar, controparte di Inanna tra gli assiri e i babilonesi.
- Nergal, dio della guerra, del fuoco, del mondo sotterraneo e della pestilenza tra i babilonesi.
- Pap-nigin-gara, della guerra tra gli accadi in seguito sintetizzato con Ninurta.
- Sebitti, gruppo di divinità minori della guerra tra gli accadi e i babilonesi.
- Shala, dea guerriera e del grano tra gli accadi e i babilonesi.
- Shara (divinità), dio minore della fertilità e della guerra tra i sumeri.
- Shulmanu, dio degli inferi, della fertilità e della guerra.
- Zababa, divinità guerriera tutelare della città di Kish (Sumer), associato o identificato anche con l'ittita Wurrukatte, l'hattita Wurunkatte e l'hurrita Astabis.

### Nordiche
- Freia, dea associata con l'amore, la bellezza, la fertilità, l'oro, il Seiðr, la guerra e la morte.
- Odino, dio associato con la saggezza, la guerra, la battaglia, la morte, la poesia e le rune.
- Thor, dio associato con i tuoni, la forza difensiva, le querce e le capre, i fulmini e le tempeste, il tempo, le colture e i viaggi commerciali, il coraggio, la fiducia, la vendetta, la protezione, la guerra e le battaglie. Il suo corrispettivo finlandese (sebbene con alcuni attributi propri di Odino) era Taara.
- Týr, dio associato con il senso dell'onore, la legge, la giustizia in battaglia, la vittoria e la gloria eroica.
- Ullr, dio associato con il tiro con l'arco, la bellezza maschile, gli sport invernali, il duello e la guerra.

### Nuristane
- Grande Gish, dio guerriero dei Nuristani afgani.

### Paleobalcaniche
- Cavaliere trace.
- Sabazio.
- Cavaliere danubiano.

### Polinesiane
- 'Oro, dio della guerra.

### Romane
- Bellona, dea della guerra.
- Giano, dio della pace e della guerra, raffigurato come bifronte, con un volto pacifico ed uno guerresco. L'apertura delle porte del tempio di Giano stava a significare che Roma era in guerra.
- Honos, dio della cavalleria, dell'onore e della giustizia militare.
- Lua, dea delle armi a cui venivano sacrificati i soldati catturati in battaglia.
- Marte, dio della guerra e dell'agricoltura, l'equivalente del greco Ares, ma con una connotazione di bontà e prosperità, derivatagli da preesisstenti divinità italiche.
- Minerva, dea della sapienza e della guerra giusta, protettrice del popolo, equivalente alla dea greca Atena.
- Nerio (mitologia), dea guerriera e personificazione del coraggio.
- Vica Pota, dea della vittoria.
- Vittoria, personificazione della vittoria, equivalente alla greca Nike.
- Virtus, spirito divino del coraggio e della forza militare.

### Sciamaniche
- Dayisun Tngri, dio guerriero mongolo raffigurato a cavallo a cui a volte si sacrificavano i nemici uccisi[14].

### Semitiche
- Agasaya, dea della guerra che è stata fusa per incorporazione in Ištar nella sua identità come guerriera del cielo.
- Anat, dea della guerra cananea, della Terra, dell'amore e della fertilità.
- Astarte, dea della fertilità, la sessualità e la guerra, associato con la mesopotamica Ishtar o Inanna.
- Reshef, dio siriano della peste e della guerra.
- Tanit, divinità lunare tra i fenici associata alla guerra; è inoltre la principale divinità femminile cartaginese.
- Yahweh, (YHWH) , unico Dio dell'antico regno di Israele e del Regno di Giuda (e non solo), spesso appellato come "Dio degli eserciti". Con un simile nome un dio della guerra del sud di Cananea durante la tarda età del bronzo.

### Slave
- Jarovit, dio della vegetazione, la fertilità e la primavera, associato anche con la guerra e il raccolto.
- Perun, nella sua variante baltica Perkūnas, dio del tuono e del fulmine, associato con la guerra.
- Radigost, dio dell'ospitalità, la fertilità e le colture, associato con la guerra e il sole tra gli antichi slavi occidentali.
- Svetovit, dio della guerra, della fertilità e dell'abbondanza.
- Zorya Utrennyaya, dea della stella del mattino, a volte raffigurata come una dea guerriera che proteggeva gli uomini in battaglia.
- Serbon, dio della fertilità e della guerra tra gli illiri.

### Ungariche
- Hadúr, dio della guerra e fabbro degli dei.